# Parafia Podwyższenia Krzyża Świętego w Rumi
Parafia pw. Podwyższenia Krzyża Świętego w Rumi – wchodzi w skład dekanatu Reda archidiecezji gdańskiej. Parafia obejmuje dzielnicę Rumi – Starą Rumię. Powstała w XIII wieku i jest najstarszą w mieście. Od 1 października 1945 r. prowadzona jest przez salezjanów. Kościół parafialny został wybudowany w latach 1913–1918 w stylu neorenesansowym, choć jego wyposażenie jest wykonane w stylu neobarokowym na wzór lewego ołtarza bocznego, który został przeniesiony ze starego kościoła. Został konsekrowany 19 czerwca 1921 przez biskupa sufragana Jakuba Klundera. Mieści się w północno-zachodniej części Rumi, przy ulicy Kościelnej 20. Teren kościoła ogrodzony jest betonowym murem.
Wokół kościoła rosną drzewa mające wartość zabytkową.

## Historia parafii
Podstawą wiedzy o dziejach średniowiecznej Rumi jest przywilej pochodzący z lat 1223/24 (bliżej niedatowany), wydany przez ówczesnego namiestnika Pomorza Gdańskiego – Świętopełka. W dokumencie tym zatwierdził klasztorowi oliwskiemu wszystkie posiadane dotychczas posiadłości, także Rumię. Na podstawie opracowania Kazimierza Dąbrowskiego pt. Opactwo Cystersów w Oliwie od XII-XVI wieku wywnioskować można o istnieniu kościoła i parafii, założonej prawdopodobnie przed rokiem 1224 i należącej do diecezji włocławskiej. Parafia obejmowała tylko jedną wieś. W 1226 klasztor oliwski bullą papieża Honoriusza III z dnia 23 grudnia, decyzję potwierdzającą ogólnikowo stan posiadania cum pertinetis, jak podano w klauzuli konfirmacyjnej. Następna konfirmacja pochodzi z 10 kwietnia 1233 r., potwierdzona przez papieża Grzegorza IX.

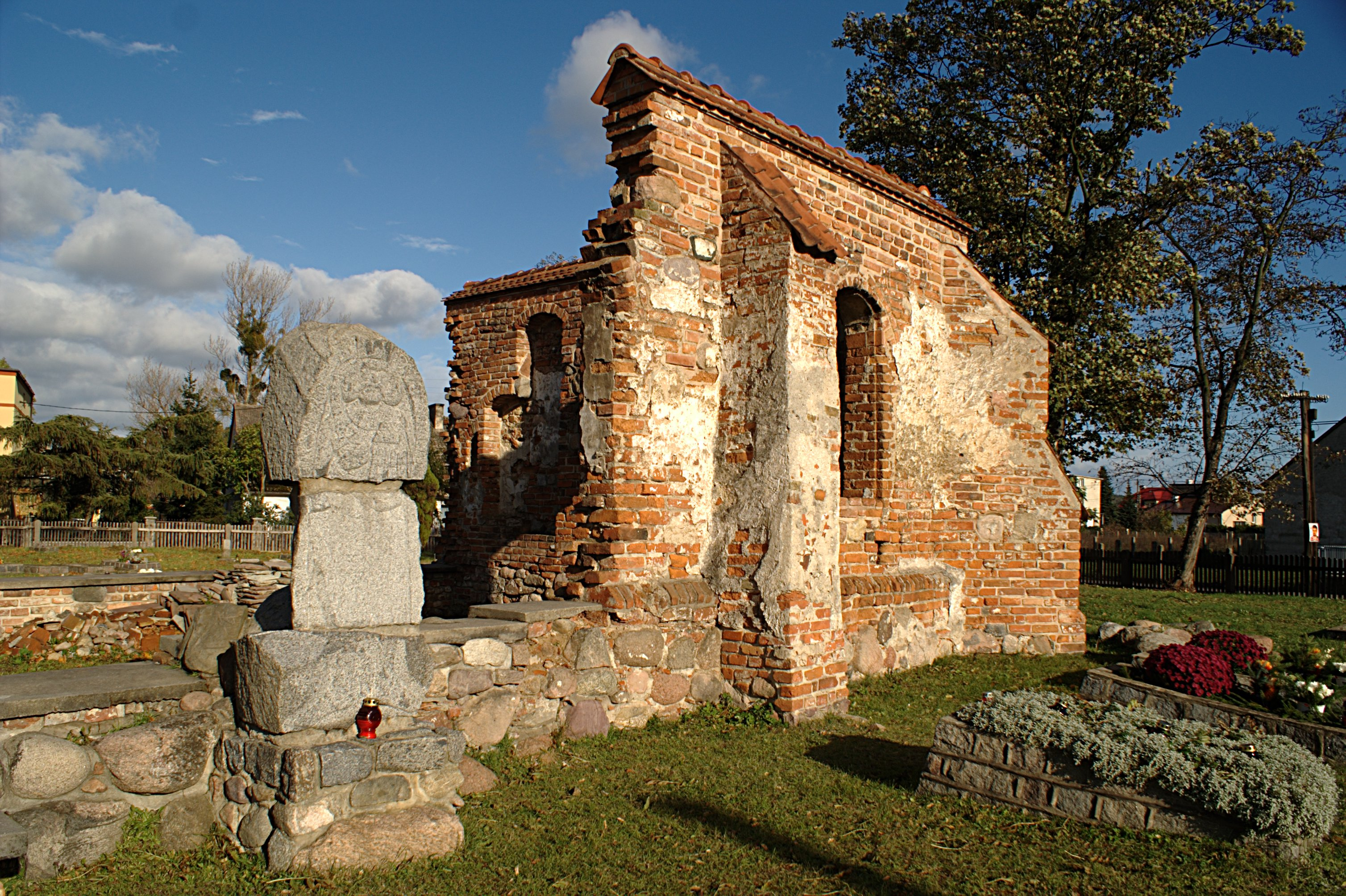
Obecny stan ruin starego kościoła

Na podstawie bulli papieża Innocentego IV z dnia 26 września 1245 r. wiadomo, że w obrębie parafii znajdowała się nie tylko wieś, ale i folwark należący do cystersów z Oliwy. Natomiast od Świętopełka zakon oliwski otrzymał przywilej immunitetowy, w myśl którego chłopi zostali zwolnieni od wszelkich świadczeń na jego rzecz. Przywilej ten został potwierdzony i utrzymany w mocy przez księcia pomorskiego Mściwoja II w 1280 r. 1253 jest rokiem pierwszej wzmianki o kościele w Rumi i jego funkcjach parafialnych. Parafia w Rumi, obok Oksywia, Pucka, Strzelna i Żarnowca uznawana jest za jedną z najstarszych w tej części Pomorza Gdańskiego.
Nazwa Rumia wielokrotnie pojawiała się w dokumentach książąt i władców XII i XIV wieku, m.in. w związku ze sporem klasztoru oliwskiego i żukowskiego o Kępę Oksywską. Diecezją włocławską rządził wówczas biskup Wolimir. Gdy ziemie pomorskie opanowali Krzyżacy w 1308/09 r., Zagórze stało się własnością krzyżacką. Rumia zaś pozostała własnością opactwa cysterskiego w Oliwie do 1772 r. Czas rządów Krzyżaków dla Rumi był bardzo trudny. Wypływało to z dążenia zakonu do osłabienia pozycji cystersów. Wśród wielu wystąpień ludności przeciw Krzyżakom odnotowano i takie, że w latach 1325–1327 pleban kościoła w Rumi wraz z innymi zakonnikami cysterskimi brał udział w akcji wymierzonej przeciwko Krzyżakom.
Dokumenty wizytacyjne z 1583 r. mówią o kościele parafialnym pod wezwaniem św. Stanisława istniejącym od XIII w. i podają jego opis, wymieniają też wybudowaną w 1570 r. plebanię wraz z zabudowaniami gospodarczymi. Wzmiankują istnienie od 1474 r. kaplicy św. Krzyża, która znajdowała się u wejścia do wsi. Była ona odwiedzania przez wiernych w dni Podniesienia i Znalezienia Krzyża Świętego. Zachowane pisemne sprawozdania wizytacji parafii rumskiej z lat 1686–1687, 1701, 1766 i 1781 pozwalają na odtworzenie wyglądu i stanu kościoła parafialnego pod wezwaniem św. Stanisława i Krzyża Świętego oraz plebanii w drugiej połowie XVII i XVIII wieku. Przy parafii istniała szkoła, w której nauczycielem był miejscowy organista. Świadczą o tym pisma powizytacyjne z lat 1686–1687 i 1710 r.
W 1772 r. nastąpił I rozbiór Polski. Konfiskata dóbr kościelnych spowodowała, iż Rumia stała się własnością państwa pruskiego. Parafia rzymskokatolicka w Rumi obejmowała wieś i folwark Rumię, folwark Janowo oraz wieś Kazimierz. Z dokumentów wiadomo, że do 1801 r. administrowali parafią w Rumi cystersi. Ostatnim cystersem był ksiądz Norbert Łyśniewski. Później parafię prowadzili księża polscy. W związku z powiększeniem parafii dnia 1 stycznia 1907 r. o Zagórze, Szmeltę, Łężyce i Dębogórze – należało wybudować większy kościół parafialny. Budowa rozpoczęła się 22 kwietnia 1913 r., kościół w stanie surowym gotowy był w październiku tegoż roku. Niestety I wojna światowa opóźniła prace wykończeniowe, które ukończono dopiero w 1918. Uroczystego aktu konsekracji kościoła (nadano mu wezwanie – Znalezienia Krzyża Świętego) dokonał sufragan diecezji chełmińskiej bp Jakub Klunder 19 czerwca 1921 roku.
W okresie II Rzeczypospolitej w Rumi istniały dwa kościoły katolickie – stary, przypuszczalnie z XIII w. służył jako kaplica cmentarna, drugi, nowy służył parafianom. Przy nowo wybudowanym kościele założono nowy cmentarz, który funkcjonuje do dziś.
1 września 1945 r. pracę w parafii rozpoczęli księża salezjanie. Pierwszym proboszczem salezjańskim został ks. Ludwik Warnecki, który pełnił posługę w Rumi do 1949 r., kiedy proboszczem został mianowany ks. Jan Cybulski. Z jego inicjatywy wykonano prace remontowe kościoła: zamontowano na wieży 2 dzwony, naprawiono dach, założono w świątyni sieć elektryczną, zainstalowano nagłośnienie, zamontowano urządzenia grzewcze, wykonano remont organów, wyremontowano chór i ołtarze, pod kierunkiem prof. Mariana Schwartza pomalowano wnętrze kościoła, wstawiono ołtarze. W tamtym czasie powiększono również teren cmentarza. Pismem z 3 października 1957 r. ks. bp Kazimierz Kowalski przekazał parafię na własność zgromadzeniu salezjańskiemu.
W latach 90. przeprowadzono kolejne prace remontowe, łącznie z wymianą dachu i przesunięciem ołtarza głównego. Następne remonty wiązały się z jubileuszem 90-lecia konsekracji kościoła i zostały przeprowadzone w latach 2008-2011, obejmowały m.in.: renowację fresków, malowanie wnętrza kościoła, odnowienie ołtarzy, oczyszczenie elewacji, renowację i konserwację obrazu z ołtarza głównego, zainstalowanie nowej oprawy oświetleniowej wewnątrz i zewnątrz świątyni. W roku 1984, częściowo z terenu parafii, utworzono parafię św. Jana z Kęt, a w 1999 r. – parafię bł. Edmunda Bojanowskiego.

## Zasięg terytorialny i przynależność kościelna parafii

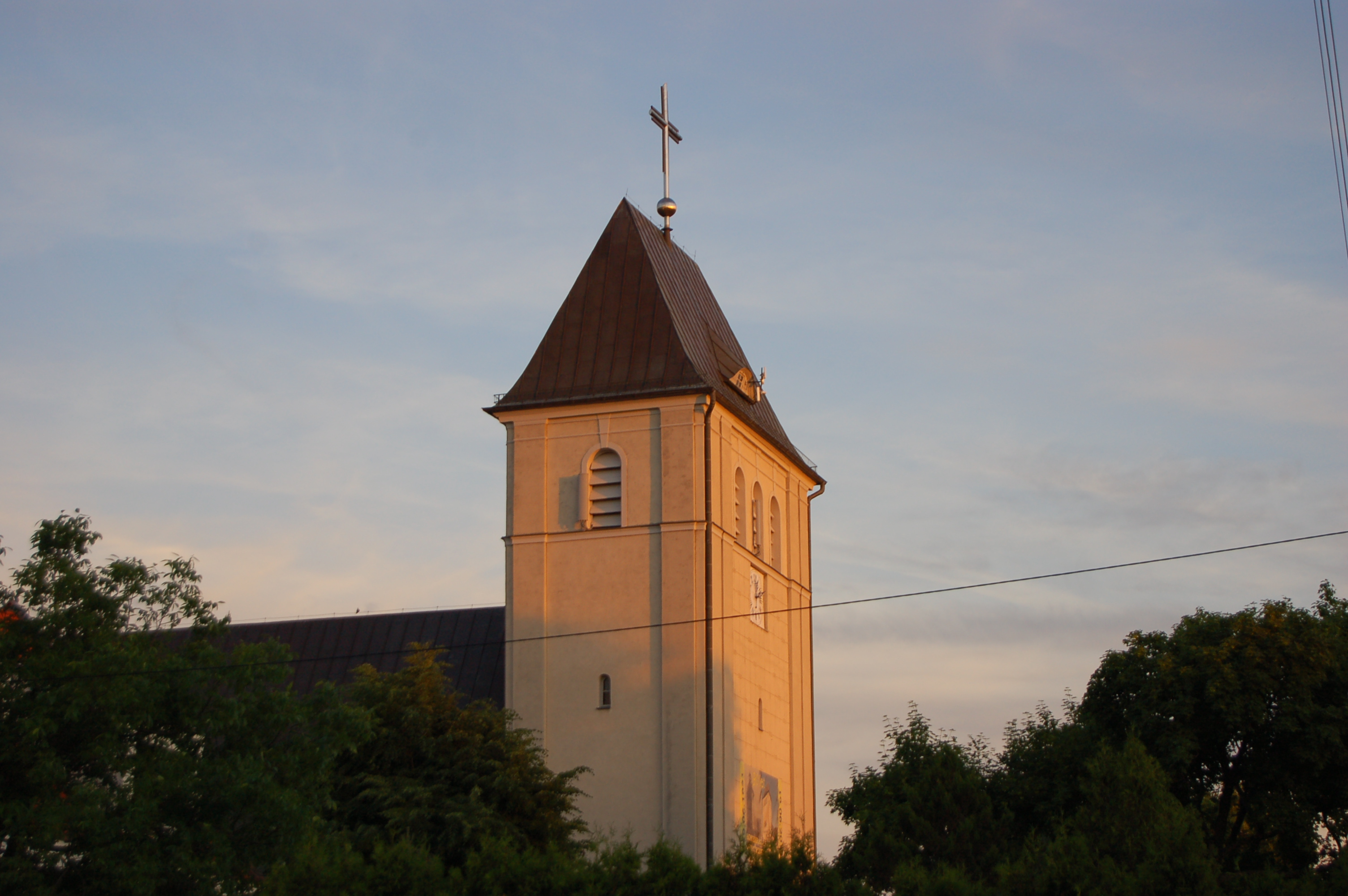
Nowy kościół

Parafia rumska powstała w XIII w. Pierwotnie obejmowała ona swoim zasięgiem także obszar późniejszej parafii w Redzie, czyli takie punkty osadnicze jak: Rekowo, Ciechocino, Pieleszewo, Gniewowo, Zbychowo, Łężyce i Zagórze. Pierwsze dane źródłowe o terytorium parafii Rumia pochodzą z XIII w. W XIX w. parafia w Rumi obejmowała wieś i folwark Rumia, folwark Janowo oraz wieś Kazimierz. Natomiast Zagórze wraz z Białą Rzeką i Szmeltą, a także należące do wsi Rumia Ludwikowo wchodziły w skład parafii w Redzie, z tym że do 1887 r. parafia rumska i redzka były ze sobą połączone, a kościół w Redzie pełnił rolę filialnego wobec kościoła pod wezwaniem Świętego Krzyża w Rumi. W 1887 r. nastąpiło rozłączenie obu parafii, a Reda miała odtąd własnych proboszczów, względnie administratorów parafii. W 1897 rada parafii w Rumi wystąpiła do biskupa chełmińskiego Leona Rednera (1886–1898) z prośbą o włączenie Zagórza, Łężyc i Dębogórza do parafii w Rumi, która liczyła wówczas tylko 821 wiernych (w porównaniu z 3189 wiernymi należącymi do parafii w Redzie). Podobną prośbę złożyli katolicy z Zagórza w 1901 r. Po dłuższych rokowaniach, mimo długotrwałego oporu rady parafialnej w Redzie, 1 stycznia 1907 r. nastąpiło przeniesienie Łężyc i Zagórza ze Szmeltą do parafii rumskiej.
| Miejscowość               | Odległość od kościoła | Liczba wiernych |
| ------------------------- | --------------------- | --------------- |
| 1. Rumia                  | 0                     | 855             |
| 2. Białorzeka i Ludwikowo | 5 km                  | 315             |
| 3. Janowo (Johannisdorf)  | 1,5 km                | 183             |
| 4. Kazimierz              | 2 km                  | 131             |
| 5. Łężyce (Lensitz)       | 7–9 km                | 372             |
| 6. Szmelta (Schmelz)      | 3 km                  | 330             |
| 7. Zagórze                | 2 km                  | 569             |

1 maja 1957 r. na terytorium parafii Podwyższenia Krzyża Świętego została erygowana parafia pw. Najświętszej Marii Panny Wspomożenia Wiernych. Kolejne zmiany terytorialne nastąpiły w roku 1984, gdy erygowano dwie nowe parafie: pw. św. Józefa i św. Judy Tadeusza (7 grudnia 1984 r.) i pw. św. Jana z Kęt w Rumi (24 sierpnia 1984). Dekretem z dnia 29 sierpnia 1999 r. ks. abp. Tadeusza Gocłowskiego została erygowana parafia pw. bł. Edmunda Bojanowskiego w Rumi.
Pod względem administracji parafia rumska od swego powstania należała do archidiakonatu pomorskiego, który aż do 1818 związany był z diecezją włocławską. Mocą postanowienia z 20 listopada 1818 r. Stolica Apostolska odłączyła archidiakonat pomorski od diecezji włocławskiej i zamieniła na apostolski wikariat pomorski, zaś 16 lipca 1821 r. bullą De sallute animarum ostatecznie przydzieliła do diecezji chełmińskiej. W ramach administracyjnego podziału diecezji parafia Rumia należała do dekanatu wejherowskiego. Wyjątek stanowił tu jedynie okres II wojny światowej, kiedy hitlerowcy zlikwidowali podział na dekanaty, a za podstawową jednostkę administracji kościelnej uznali powiat. Rumia należała wówczas do powiatu wejherowskiego.
25 marca 1992, w wyniku podziału administracyjnego i terytorialnego diecezji, Rumia weszła w skład diecezji gdańskiej, dekanatu redzkiego. Dzisiaj parafia Podwyższenia Krzyża Świętego obejmuje swym zasięgiem dzielnice Rumi: Starą Rumię i Lotnisko, a także wsie Kazimierz i Dębogórze-Wybudowanie.

## Liczba wiernych

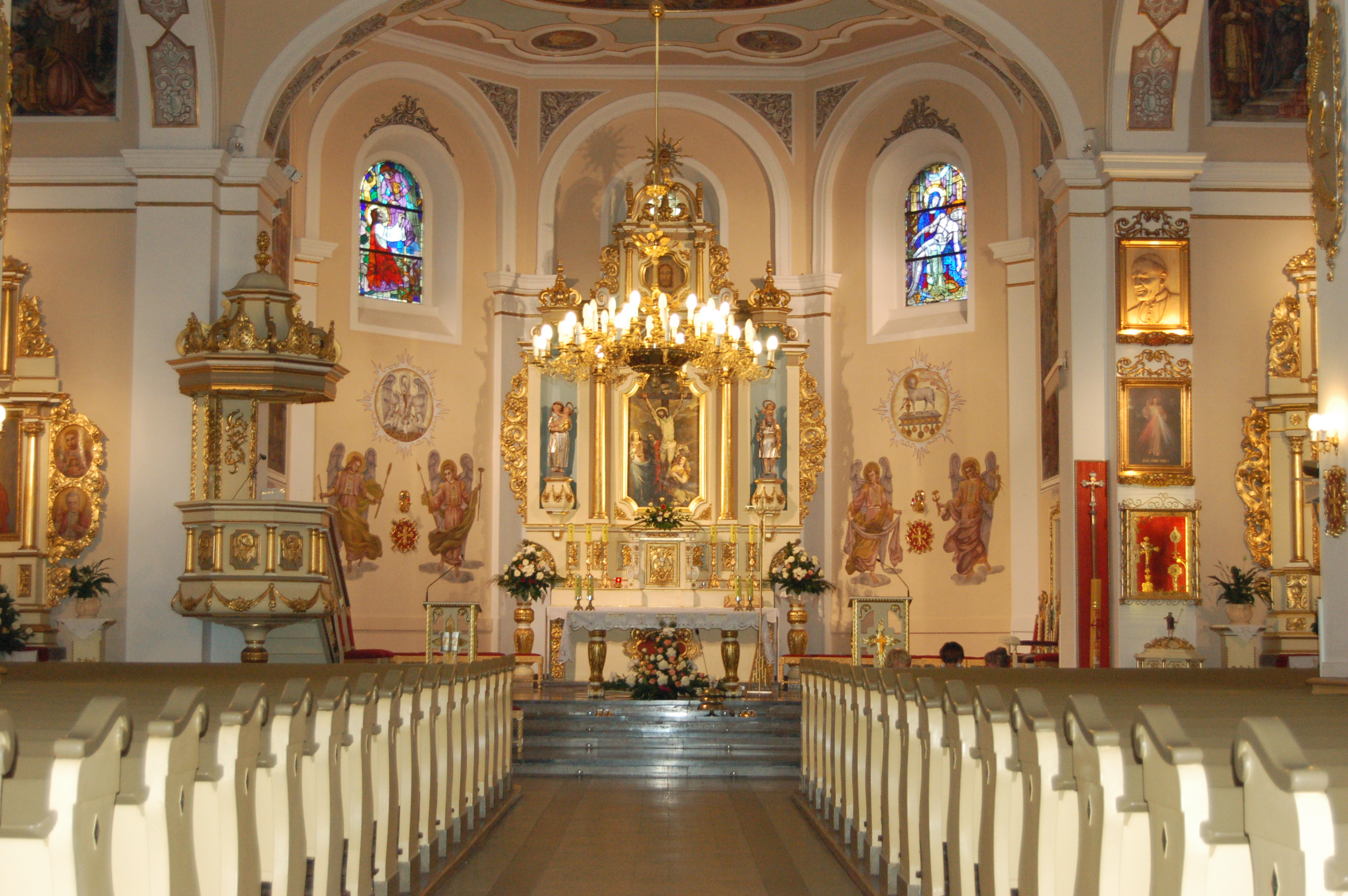
Wnętrze nowego kościoła

Mieszkańców parafii rumskiej pod względem etnograficznym zalicza się do odłamu ludności polsko-lechickiej. Są to potomkowie historycznych Pomorzan, zwani też Kaszubami. Jest to ludność religijna.
Na podstawie sprawozdań wizytacyjnych można w skrócie odtworzyć stan życia społecznego i religijnego mieszkańców rumskiej parafii. Pierwsza wzmianka o stanie liczebnym parafii Rumia pochodzi z II połowy XVII w. Z zapisu tam umieszczonego wiadomo, że Rumia liczyła wówczas 150 parafian. Stanowiło to 67% stanu ludności przed wojnami szwedzkimi. Reformacja kościelna najwidoczniej ominęła Rumię, gdyż wizytacja kościelna z 1584 r. podaje, że wszyscy parafianie byli katolikami.
Wiek XVIII zapisał się w historii Prus Królewskich klęskami i zniszczeniami wojennymi. Najpierw duże straty przyniosła wojna północna (1700–1721) i wybuchające podczas jej trwania zarazy i epidemie w latach 1709–1711. Wizytacja parafii rumskiej ks. bpa Antoniego Szembeka z 1702 r. określa liczbę mieszkańców wsi na około 70 osób, zaś wizytacja ks. bpa Konstantyna Szaniawskiego z 1710 r. – na 166 dusz. Następnie normalny rozwój regionu hamowały wypadki wojenne z lat 1734–1735 i przemarsze wojsk podczas wojny siedmioletniej (1756–1763). Na podstawie ksiąg parafialnych (rejestr chrztów, ślubów i zgonów) z lat 1713–1766, szacuje się liczbę mieszkańców Rumi na początku lat 60. XVIII wieku na 220-250 osób. Szacunek ten potwierdza wizytacja parafii rumskiej, przeprowadzona przez wizytatora generalnego Bazylego Zabłockiego, archidiakona okręgu pomorskiego, za czasów ks. bpa Antoniego Kazimierza Ostrowskiego z 1766 r. Według niej Rumię wraz z przysiółkiem Kazimierz zamieszkiwały 263 osoby, w tym 101 mężczyzn, 94 kobiety, oraz 68 dzieci. W 1772 r. sama Rumia liczyła 246 osób.
Po roku 1867 nastąpiło wyraźne zahamowanie wzrostu ludności, a w latach 1871–1885 oraz 1885–1895 wyraźny ubytek liczby mieszkańców Rumi i Zagórza. Jednym z powodów takiego stanu rzeczy mogła być emigracja do Stanów Zjednoczonych. Spisy pruskie podały liczbę mieszkańców wsi: Rumia liczyła 247 osób, Zagórze 76, a Szmelta 43. Badacze niemieccy tendencyjnie przypisywali mieszkańcom narodowość niemiecką. Historyk niemiecki Georg Babinus twierdził, że na ogólną liczbę mieszkańców Rumi, 200 było pochodzenia niemieckiego, a reszta narodowości trudnej do ustalenia. W Zagórzu zaś na 76 osób miało być 12 Niemców, 44 Kaszubów, 18 Polaków i 2 wątpliwej narodowości. Na Szmelcie widział 31 Niemców, 3 Kaszubów, 9 Polaków. Tendencyjnie rozgraniczał Kaszubów i Polaków, jako dwie różne narodowości. Jako dowód swych twierdzeń niemieccy historycy podawali niemieckie nazwiska. Z innych źródeł wynika, iż w 1885 r. wśród ludności parafii Rumia katolicy stanowili 77,5%, a ewangelicy 22,2%. Jeśli chodzi o inne wyznania, to odnotowano 0,1% osób innych wyznań chrześcijańskich i 0,2% osób wyznania mojżeszowego.
Na progu dwudziestolecia międzywojennego, jak wykazał spis powszechny w Polsce w 1921 r., Rumia (wraz z obszarem dworskim) ogółem liczyła 995 mieszkańców. Spośród tej liczby 141 osób podało narodowość niemiecką. Przeprowadzony spis powszechny w 1931 r. wykazał gwałtowny wzrost ludności Rumi i Zagórza. Liczyły one razem 4890 mieszkańców.
W 1944 Rumia liczyła 6821 mieszkańców, zaś w 1955 r. miasto osiągnęło liczbę 11 267 mieszkańców. Od 2006 r. Rumia liczy ponad 43 tys. mieszkańców. Dziś parafia Podwyższenia Krzyża Świętego liczy 9510 parafian, tj. 3010 rodzin.

## Uposażenie parafii
Najwięcej źródłowych wiadomości na temat uposażenia w ziemię, które było podstawowym elementem beneficjum parafialnego, zawierają wizytacje biskupie. Podają one jednak tylko stan majątku w poszczególnych latach, który stopniowo się powiększał. Nie można jednak na ich podstawie stwierdzić, skąd te dobra pochodziły, przez kogo były darowane czy ewentualnie sprzedawane na rzecz parafii.
Już najstarsze dane pochodzące z II połowy XVI w. informują, że własnością parafii rumskiej było 60 łanów ziemi. Ilość ta nie zmieniła się od końca XIX w. Od 1949 r. w posiadaniu parafii Podwyższenia Krzyża Świętego było 50 ha ziemi. Stopniowo ta liczba ulegała zmniejszeniu, gdyż grunty te w gospodarce przestrzennej miasta zostały przeznaczone pod zasiedlenie i na tych ziemiach powstały nowe osiedla.
Obok roli bardzo ważnym źródłem dochodów były dziesięciny i świadczenia z okazji spełnionych funkcji duszpasterskich. Pierwsze wzmianki na ten temat odnośnie do parafii rumskiej pochodzą z 1245 r. i zostały ujęte w bulli papieża Innocentego IV. Z wizytacji parafii z 1583 r. wynika, że nadział ziemi proboszczowej wynosił 4 łany. Proboszcz otrzymywał z każdego łanu gburskiego po jednym korcu żyta i owsa. W latach 1766–1781 wysiewano w gospodarstwie plebana: 17 korców żyta, 3 korce żyta jarego, 8 korców owsa i 5 korców jęczmienia. Źródła nie mówią, kto uprawiał ziemię plebańską. Zapewne jej część pleban dzierżawił, gdyż świadczyły o tym zapisy powizytacyjne z 1701 i 1702 r. Kmiecie zobowiązani byli do świadczenia dziesięciny na rzecz swego proboszcza w wymiarze po 1 korcu żyta i owsa od łanu, oraz innych posług – jak na przykład w 1710 r. i 1766 r. do zwiezienia z lasu na plebanię rocznie 1 fury drzewa opałowego lub dostarczenie 1 gęsi. Na uposażenie poza tym składały się datki pieniężne:
- za udział w pochodzie żałobnym – 10 gr
- za oczyszczenie kobiety po pierwszym porodzie (tzw. wywód) – 10 gr
- za udzielenie ślubu – 3 złp

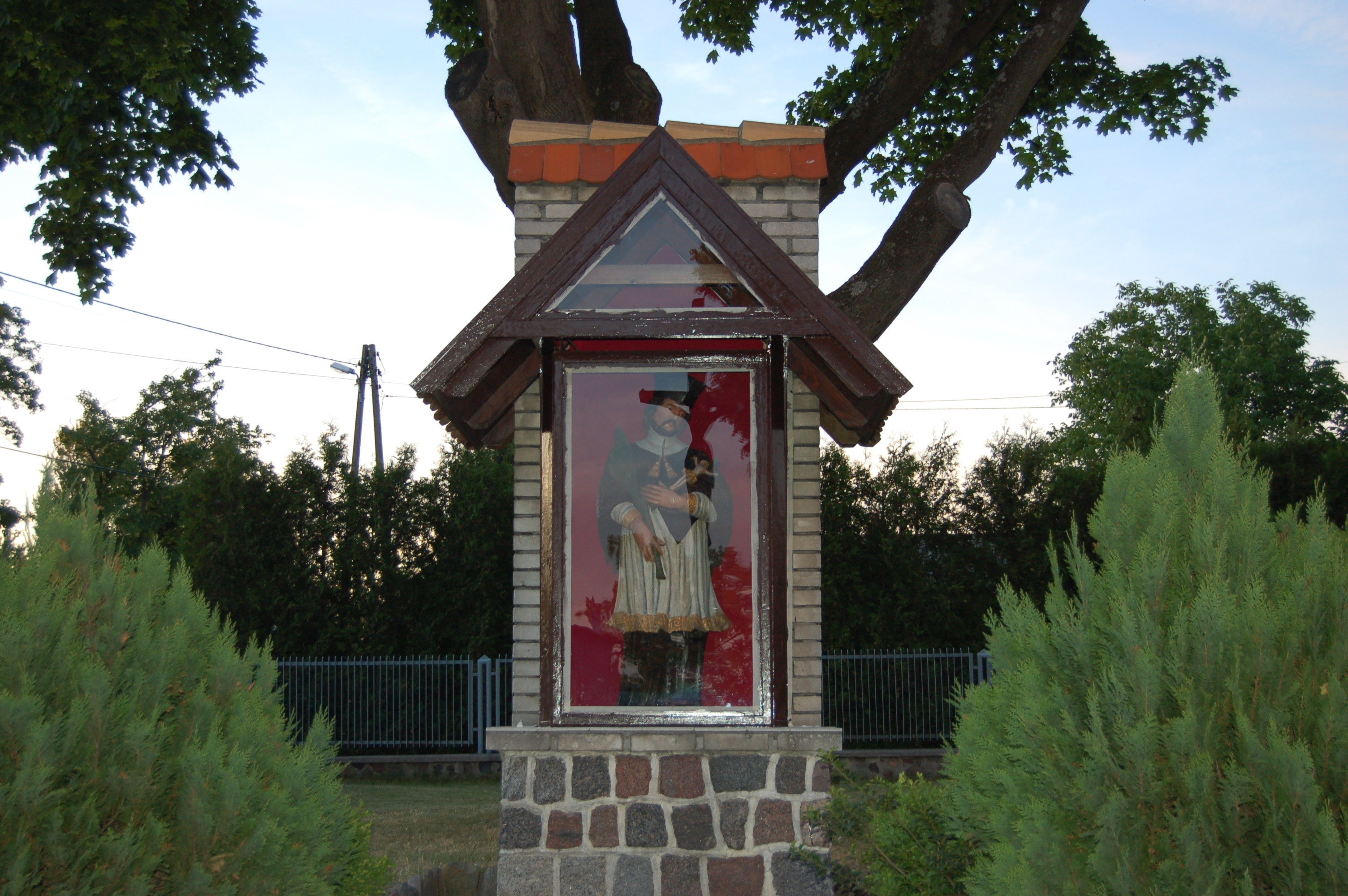
Kapliczka z figurą św. Jana Nepomucena stojąca przy kościele

Ponadto wizytacje ks. bpa Bonawentury Madalińskiego z 1686–1687 r. i ks. bpa Konstantyna Szaniawskiego z 1710 r. mówią, że organista otrzymywał od kmieci za udzieloną ich dzieciom naukę rocznie pół korca żyta i po 3 grosze. Godny uwagi jest fakt, że do świadczeń na rzecz parafii katolickiej, mianowicie do dziesięciny i tzw. „kolędowego”, byli zobowiązani również protestanci mieszkający na terenie parafii. W zamian za to mogli oni grzebać swych zmarłych na parafialnym cmentarzu. W skład uposażenia parafialnego wchodziły również nieruchomości. Stanowiły je przede wszystkim budynki probostwa.
Pierwsza wzmianka o zabudowaniach parafialnych w Rumi pochodzi z zapisów powizytacyjnych z 1583 r., które wymieniały plebanię wybudowaną około 1570 r. wraz z zabudowaniami gospodarczymi. Późniejsze zapisy powizytacyjne podawały dokładny stan zabudowań gospodarczych. Zachowane dokumenty parafialne z lat 1766 i 1781 pozwalały na odtworzenie wyglądu i stanu plebanii. Wybudowana została obok starej w połowie XVIII w. W tej ostatniej urządzono przytułek dla ubogich i chorych. Stan techniczny plebanii oceniony został jako dobry. W protokole z wizytacji ks. bpa Józefa Rybińskiego z 1781 r. zawarto następujące informacje: „Plebania w mur pruski wystawiona o 4 izbach. Dachówka pokryta, do której wchodząc od strony kościoła, są drzwi dobre na zawiasach y hakach żelaznych z zaporą żelazną do nocnego zapierania przed temi gradusy z tarcic dobre. Wszedłszy do plebani od strony kościoła, są dwie izby na prawą stronę dla księdza plebana wyłożoną mającą podłogę tarcicami, do których z kuchni drzwi na zawiasach hakach mocnych z haczykami do zapierania żelaznymi y zamkami z antabami jedne napsuty cokolwiek, ale do reperacyi łatwym, drugie z dobrym. Wizbach obydwóch są okna dwa podwójne z okiennicami dobremi. Piec formowy biały. Z jednej izby do drugiej, także są drzwi opatrzone. Za te wyższe na lewą stronę od kościła wszedłwszy jest izdebka z oknem podwójnym i okiennicami. Drzwi na zawiasach żelaznych y hakach z klamka bez zamka z piecem jednym formowym zielonym. W środku jest kuchnia wymurowana, w koło tarcicami obita z drzwiami zamykającymi się, za którą jest izba dla czeladzi z drzwiami bez zamka, z piecami z oknami dobremi podwójnemi. Nad całą plebanią jest schowanie górne, wygodne. Przy samej plebani na południe jest ogródek ogrodzony kratkami w dosyć dobrym porządku cała ta budowla”. Całe wyposażenie plebanii było bardzo skromne. Na stanie znajdowały się według spisu: 3 kociołki mosiężne, 1 półmisek cynowy, 1 lichtarz cynowy, 2 kadki do robienia piwa, 1 statek do pomywania, 1 beczka na kapustę, 3 rożny, 1 koryto do chleba, 1 solnica. Z mebli: 1 stół lipowy, 1 stół dębowy, 1 stolik mały, 2 ławy, 2 krzesła obite skórą, 1 łóżko i 1 stare krzesło; ponadto 1 obrus czeladny, 1 ręcznik, 2 drabinki, 1 durszlak, 2 brytfanny, 1 tarka i 1 rydel. Sprzętu tego nie było więcej przy następnej wizytacji 15 lat później. Plebanię otaczały zabudowania gospodarcze: „Stodoła zaś o dwóch sąsiekach y jednym boionisku słomą pokryta z drzwiami podwójnymi także od tej poczyna się zabudowania w jednym spożeniu chlewów pięć z przegrodami i drzwiami osobnemi dla bydła i koni, za nawierzchu szopa do układania siana i słomy, potrzebują poprawy i reperacji znacznej. Od plebanii niedaleko na wschód są dwa chlewy zruynowane, z drugiej strony plebanii podjazd”. Inwentarz żywy był skromny i składał się z 2 krów, 3 wieprzy, 3 kokoszy i koguta. Sprzętu i narzędzi gospodarczych było też niewiele, na co składały się: „1 pług ze wszystkim porządkiem, drabi żytnich 4, wozy proste niełowne 2, sanie bose 1, lada do sieczki ze stalnicą y kosą 1, kosy żniwne 2, brony żelazne 2, brony drewniane 4, slow para 1, siekiera 1, naszelniki 1, widły żytnie 1, wideł gnojnych 2, hak do gnoju 1, łańcuch do woza 1”.
Budowę obecnej plebanii, która istnieje przy dzisiejszej ul. Kościelnej, przeprowadzono 30 lat temu. Rozpoczęto ją od rozbiórki starej plebanii. W okresie budowy księża mieszkali w mieszkaniach wynajętych od parafian oraz w domu na ulicy Świętopełka 14 (obecnie dom zakonny Sióstr Zmartwychwstanek), kupionym jeszcze przez ks. prob. Jacenciuka. Budowa trwała z roczną przerwą do roku 1980, czyli niemal cały czas proboszczowania ks. Jana Styrny. 18 lutego 1977 r. nastąpiła prawna, kanoniczna erekcja Salezjańskiego Domu Zakonnego przy parafii pw. Podwyższenia Krzyża Świętego. Ponadto do majątku parafii należą organistówka i oratorium.

## Duchowieństwo parafialne

### Diecezjalni proboszczowie i administratorzy
Proboszczami parafii rumskiej byli na przemian cystersi oliwscy i księża świeccy. Pierwsze informacje o duszpasterzach parafii Rumia pochodzą z II połowy XVI w. i podają:
- Walenty Leopolita od 1568
- Valbius Holender od 1585
- Bartłomiej Riech od 1590

W XVII i XVIII w. istniały poważne trudności personalne przy obsadzaniu probostwa rumskiego. Z tego powodu duszpasterstwo w Rumi prowadził np. proboszcz oksywski. Dalsi duszpasterze to:
- Jan Jansen od 1682
- Jan Blangaim od 1686
- Jan Alojzy Cratz od 1701 do 1710
- Ernest Weinreich od 1725 do 1735
- Jan Baptista Kamehl od 1745 do 1747
- Mikołaj Larchenfeld od 1757

Dla przełomu XVIII i XIX w. brak kompletnych i ciągłych danych o proboszczach względnie administratorach parafii rumskiej. Wiadome są tylko informacje o ks. Łyśniewskim.
- ks. Norbert Łyśniewski SOCist w 1789, jak i w 1801 r.
- ks. Alojzy Hanke od lat XX do 1842
- ks. Antoni Skiba od 1842 do 1863
- ks. Józef Wysocki od 1863 do 1887
- ks. lic. Jan Górecki od 1888 do 1892
- ks. Franciszek Springer od 1892 do 1895
- ks. Franciszek Laffont od 1895 do 1897
- ks. Albin Kistowski od 1899 do 1901
- ks. Wojciech Ziemann od 1901 do 1916
- ks. Jan Zieliński od 1916 do 1922
- ks. P. Kurowski od 1922 do 1924
- ks. Władysław Lamparski od 1924 do 1944

### Salezjańscy proboszczowie
| Imię i nazwisko          | Od   | Do   |
| ------------------------ | ---- | ---- |
| ks. Ludwik Warnecki      | 1945 | 1949 |
| ks. Jan Cybulski         | 1949 | 1964 |
| ks. Henryk Jacenciuk     | 1964 | 1972 |
| ks. Jan Styrna           | 1972 | 1982 |
| ks. Zbigniew Mroczkowski | 1982 | 1987 |
| ks. Ireneusz Trzeszczak  | 1987 | 1999 |
| ks. Jan Darmograj        | 1999 | 2005 |
| ks. Józef Paliwoda       | 2005 | 2011 |
| ks. Waldemar Łachut      | 2011 | 2017 |
| ks. Witold Drzyzgiewicz  | 2017 | 2020 |
| ks. Zbigniew Hul         | 2020 |      |

## Grupy parafialne
- Salezjanie Współpracownicy
- Akcja Katolicka
- Zespół Śpiewaczy Św. Cecylia
- Liturgiczna Służba Ołtarza
- Domowy Kościół
- Ruch Światło-Życie
- Krąg Biblijny
- Oratorium św. Michała Archanioła
- Rycerstwo Niepokalanej
- Salezjańska Organizacja Sportowa (SALOS)
- Schola dziecięca
- Diakonia muzyczna
- Stowarzyszenie Żywego Różańca
- Trzeci Zakon Świętego Franciszka